# Chesterfield (Indiana)
Pour les articles homonymes, voir Chesterfield (homonymie).
Chesterfield est une municipalité américaine principalement située dans le comté de Madison en Indiana.

## Géographie
Chesterfield se trouve sur la rive sud de la White River.
Selon le Bureau du recensement des États-Unis, la municipalité de Chesterfield s'étend en 2010 sur une superficie de 1,32 mille carré (3,42 km2). Une partie de son territoire se trouve dans le comté de Delaware : 0,07 mille carré (0,18 km2) où ne réside qu'un seul habitant.

## Histoire et patrimoine
Si les premiers pionniers s'installent sur ce site vers 1827, Chesterfield est fondée en 1830. Ses habitants pensent un temps pouvoir rivaliser en importance avec la ville d'Anderson, sans succès,. Elle devient une municipalité en 1858.
Deux sites inscrits au registre national des lieux historiques se trouvent à Chesterfield :
- la maison de George Makepeace, construite en 1850 Makepeace et constituant un exemple particulier du style fédéral avec ses doubles cheminées de chaque côté et sa double vocation résidentielle et commerciale[4] ;
- le quartier du camp spiritualiste de Chesterfield, situé au nord de la ville. Fondé en 1890 par une Église spiritualiste, le quartier historique comprend notamment une galerie d'art, deux hôtels, la chapelle Lyceum (1936), la cathédrale des bois (1943) et une trentaine de cottages construits entre 1894 et les années 1950[3].

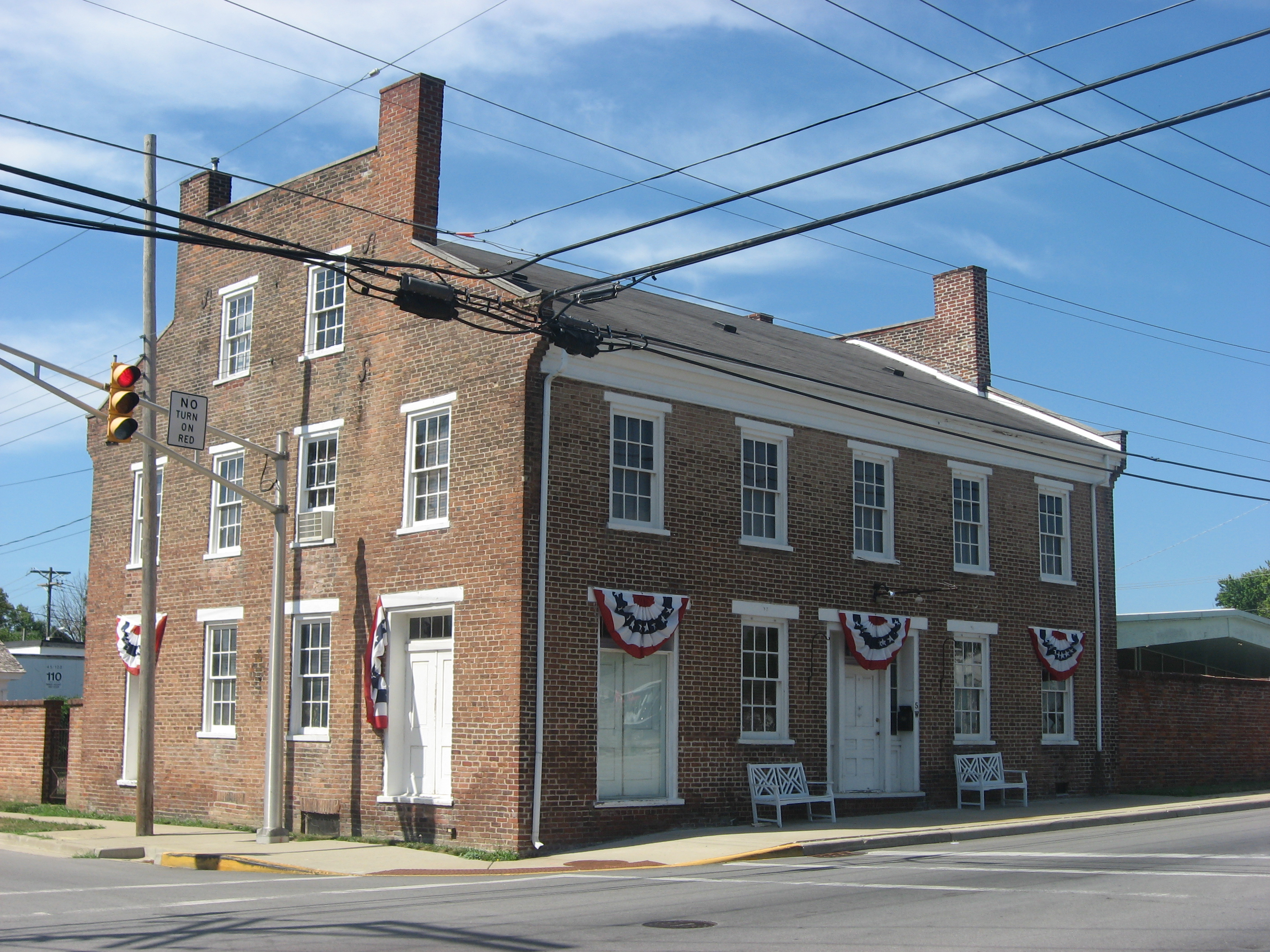
La maison de George Makepeace.
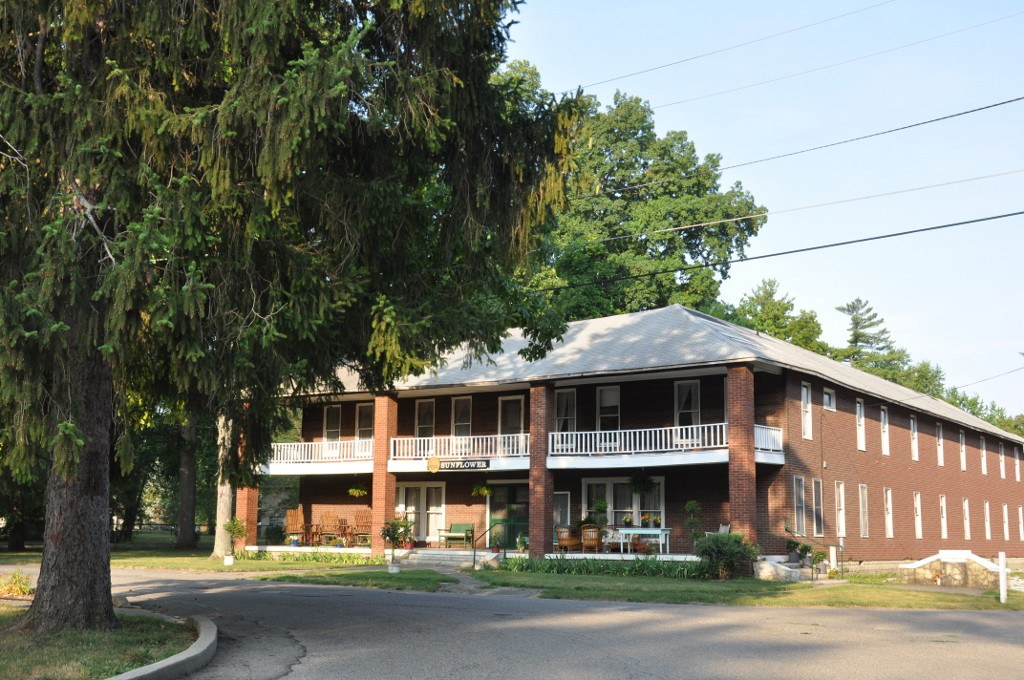
L'hôtel Sunflower du camp spiritualiste.
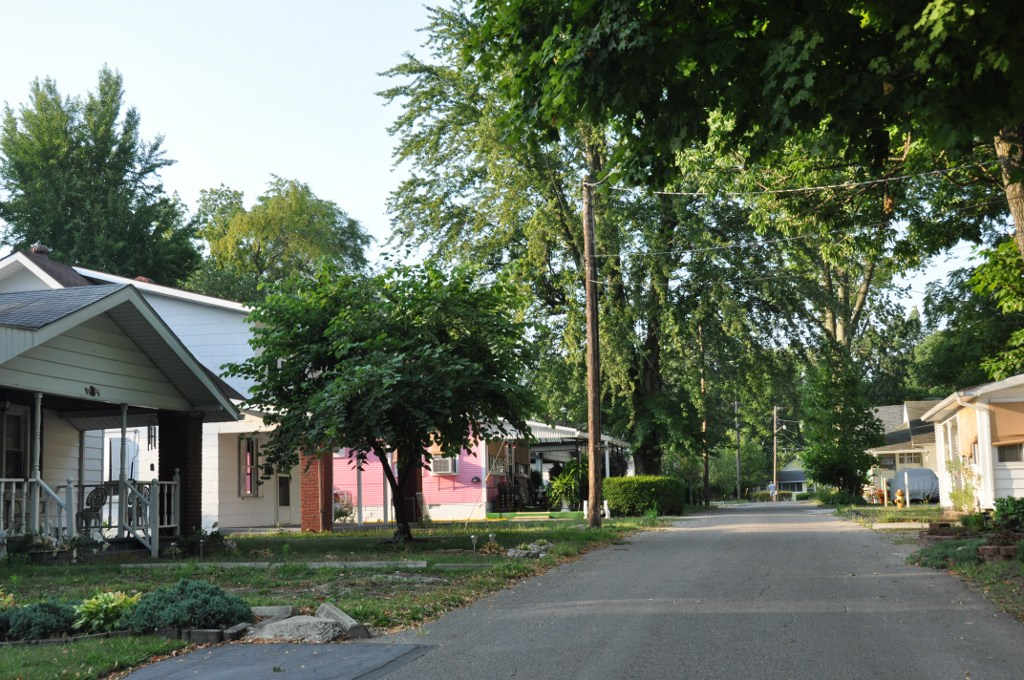
Des cottages du camp spiritualiste.

## Démographie
Lors du recensement de 2010, la population de Chesterfield est de 2 547 habitants.